# Бервик, Шарль-Клеман
Шарль-Клеман Бервик, настоящее имя Жан Гийом Бальве (фр. Charles Clément Bervic, Jean Guillaume Balvay; 23 мая 1756, Париж — 23 марта 1822 года) — французский гравёр, работавший исключительно в технике резца по меди. Мастер репродукционной гравюры.

## Биография
Шарль-Клеман родился в семье портного Бальве (фамилия Бервик появилась из-за ошибки в записи при крещении), его художественное призвание проявилось с самых ранних лет. Он хотел стать живописцем, но его родители, рабочие люди, опасаясь за трудности судьбы свободного художника, отвратили ребёнка от живописи и направили к гравюре, по их мнению, более доходному ремеслу. Первое ученичество юноша прошёл у Жана-Батиста Лепренса, а затем, с четырнадцати лет, у гравёра Иоганна Георга Вилле, который выделял его как самого талантливого из учеников. В 1774 году, в возрасте восемнадцати лет Бервик получил первую премию за рисунок от Королевской академии живописи и скульптуры, членом которой он был избран в 1784 году.
2 января 1788 года Бервик женился в Париже на молодой художнице швейцарского происхождения Мари-Маргерит Карро де Роземон, ученице Аделаиды Лабиль-Гийар, которая подарила ему сына. Однако 12 ноября следующего года она умерла. Бервик снова женился 4 июня 1791 года на Мари-Мадлен Блиньи, которая умерла в 1795 году.
В сентябре 1782 года, вернувшись из поездки в Гавр, он ненадолго остановился в Париже, чтобы навестить Жана-Батиста Декана, основателя свободной школы рисунка и живописи в Руане, который убедил его поступить в Руанскую академию, куда его приняли 5 декабря 1783 года.
В 1805 году Шарль-Клеман Бервик стал членом Класса изящных искусств Императорского института Франции. В 1808 году oн написал главу о гравюре для докладов Института императору о развитии искусств, литературы и наук с 1789 года. Он получил множество наград, и особенно оценён был его талант рисовальщика. В 1809 году Бервик был избран ассоциированным членом четвёртого класса Королевского института Нидерландов, предшественника Королевской академии наук и искусств Нидерландов.
28 февраля 1803 года он был избран действительным членом Академии изящных искусств (Académie des beaux-arts). В 1815 году правительство наградило его Орденом Воссоединения. В 1819 году Людовик XVIII посвятил Бервика в рыцари Королевского ордена Почётного легиона. На момент своей смерти он был членом всех академий Европы: Копенгагенской (1785), Берлинской (1804), Болонской (1805) Амстердамской (1809), академий Милана и Турина (1811), Вены и Мюнхена (1812), Санкт-Петербурга (1814), а также Общества детей Аполлона (la Société des Enfans d’Apollon, 1789), Вольного общества наук и искусств (la Société libre des Sciences et Arts, 1799), Общества искусств Атенеум (1805) и Филотехнического общества (1806).
Шарль-Клеман Бервик скончался 23 марта 1822 года. Похоронен на кладбище Пер-Лашез в Париже. Среди его учеников были Луи-Франсуа Мариаж, Луи-Пьер Энрикель-Дюпон, Паоло Тоски, И. А. Берсенев.

## Галерея

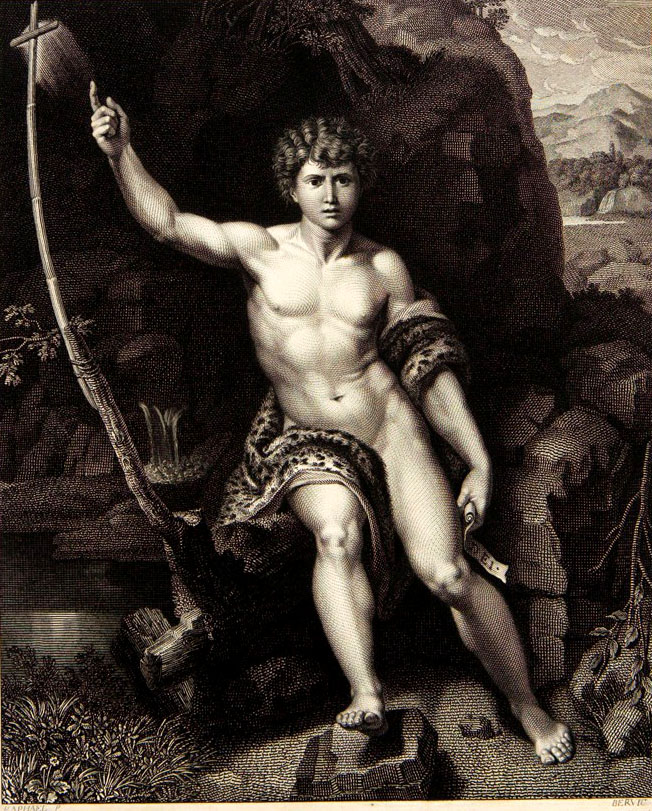
Cвятой Иоанн Креститель. По оригиналу Рафаэля. 1791. Гравюра резцом по меди
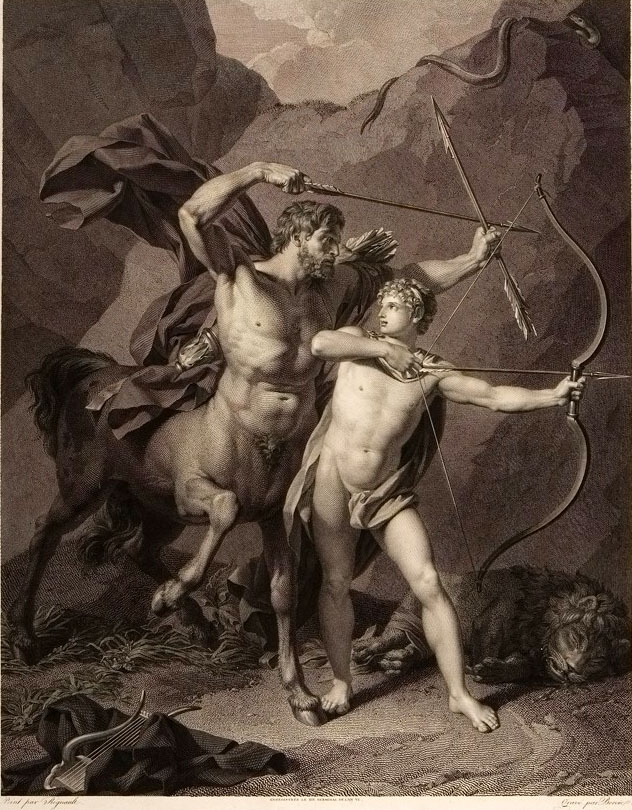
Обучение Ахилла. По оригиналу  Ж.-Б. Реньо. 1798. Гравюра резцом по меди
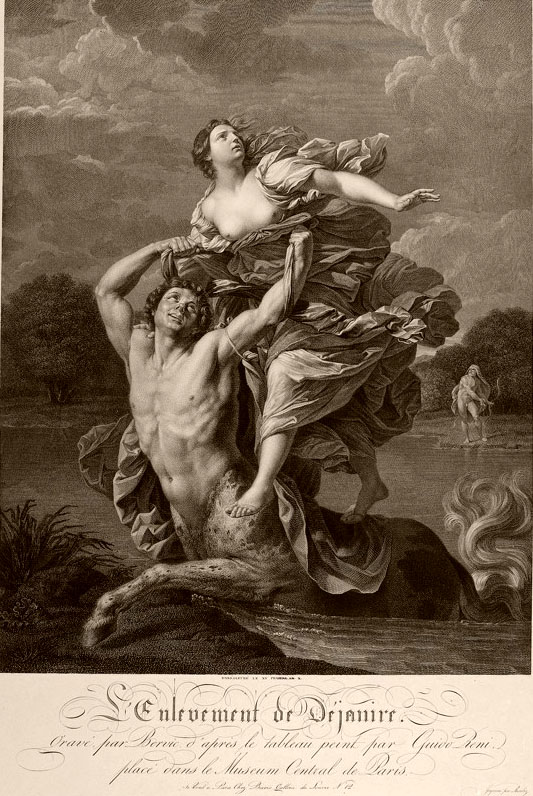
Похищение Деяниры. По оригиналу Г. Рени. 1802. Гравюра резцом по меди
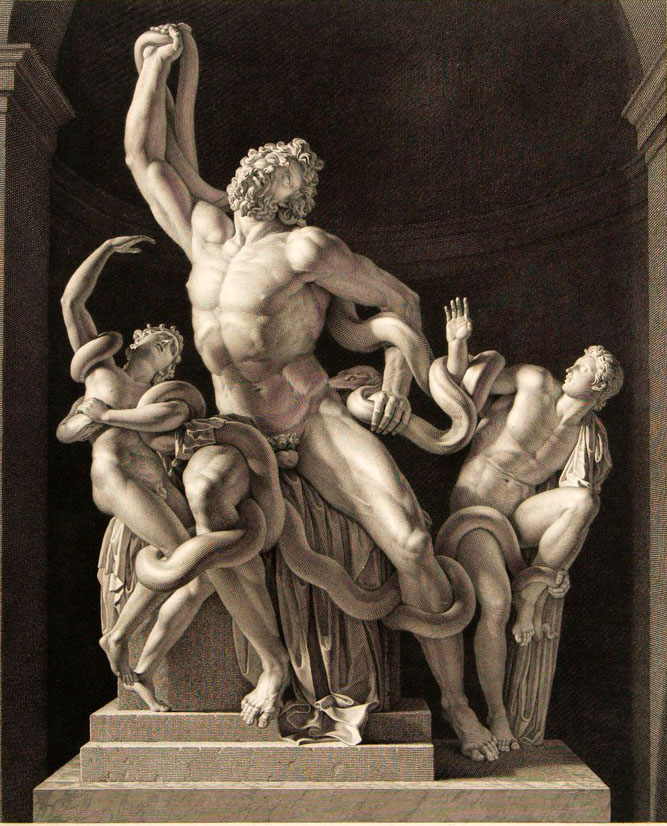
Лаокоон и его сыновья. 1807. Гравюра резцом по меди, акватинта
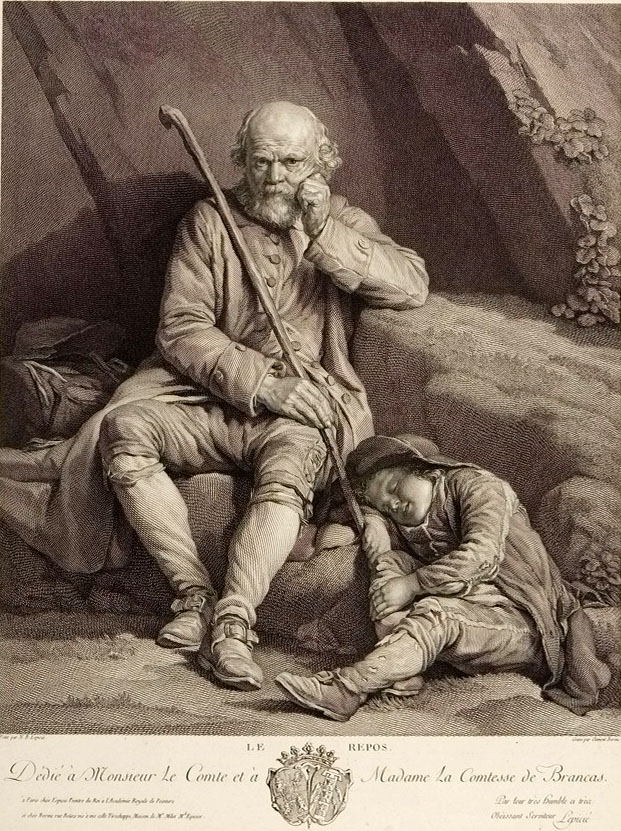
Отверженные. По оригиналу Н. Б. Леписье